# Mohammad Nosrati
Mohammad Nosrati, né le 10 janvier 1982 à Karaj, est un footballeur iranien. Il joue au poste de défenseur avec l'équipe d'Iran et le club de Tractor Sazi. Il mesure 1,80 m.

## Carrière

### En club
- 2000-2001 : Aboomoslem Mechhad -  Iran
- 2001-2007 : Paas Teheran -  Iran
- 2007-2008 : Persepolis FC -  Iran
- 2008-2009 : Al Nasr Dubaï -  Émirats arabes unis
- 2009- : Tractor Sazi -  Iran

### En équipe nationale
Il a eu sa première cape en 2002 à l'occasion d'un match contre l'équipe de Jordanie.
Il a joué lors de la coupe d'Asie en 2004.
Nosrati participe à la coupe du monde 2006 avec l'équipe d'Iran.

## Palmarès
- 62 sélections et 4 buts en équipe nationale
- Vainqueur des jeux d'Asie 2002
- Champion d'Iran en 2004 et 2008